# Adamawa (państwo)

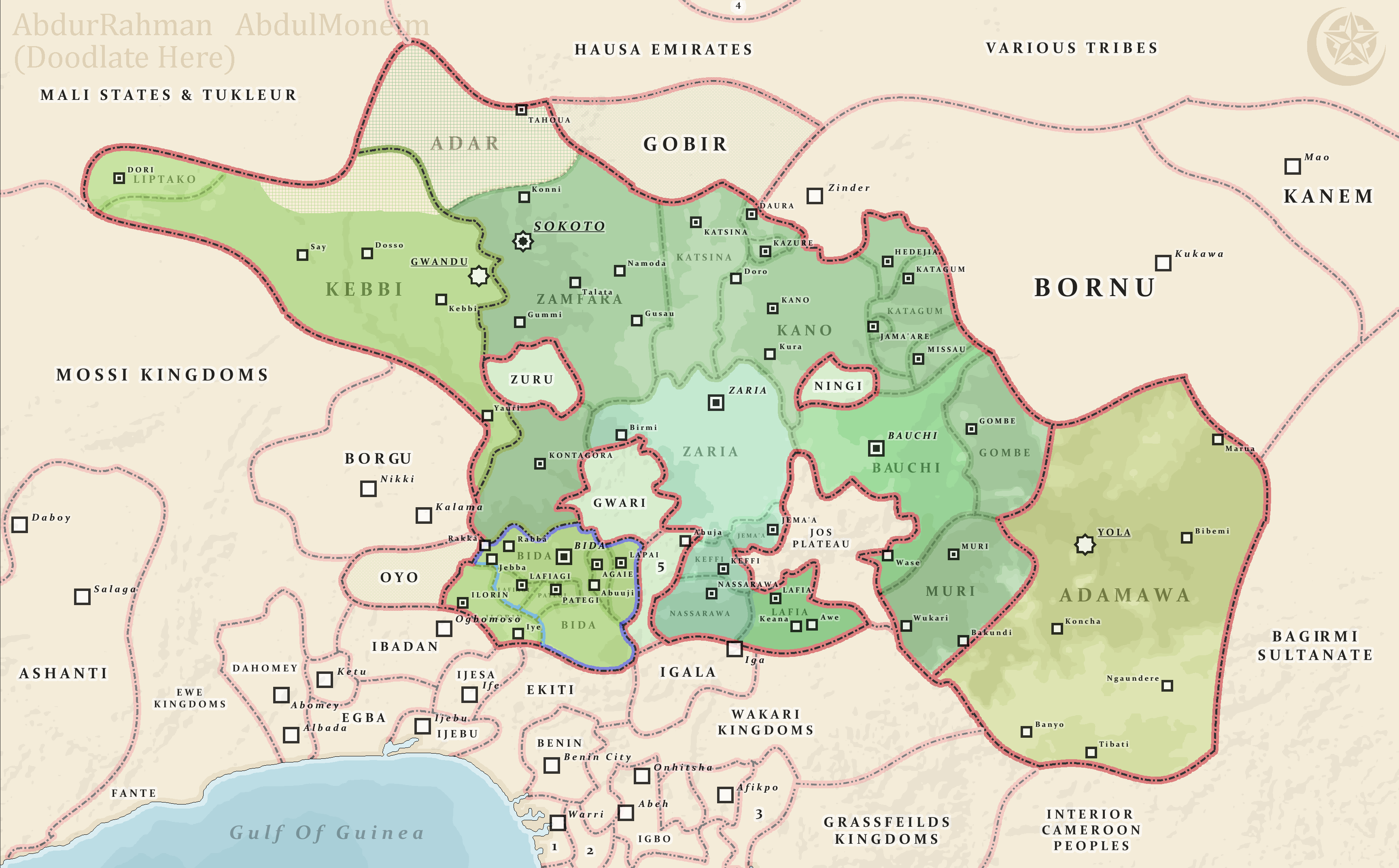
Mapa sułtanatu Sokoto w 1870. Na wschodzie emirat Adamawia.

Adamawa – historyczne państwo – emirat w środkowo-zachodniej Afryce, na wyżynie Adamawa, na terytoriach współczesnego  Kamerunu i Nigerii. 
Państwo zostało ustanowione w 1808 w wyniku dżihadu prowadzonego pod wodzą Usmana dan Fodio (kalifa Sokoto) przez Fulan. 
W związku z ekspansją kolonialną Niemiec i Wielkiej Brytanii opanowane i podzielone pomiędzy Kamerun Niemiecki i brytyjski Protektorat Północnej Nigerii.